# Вэнь-хоу (царство Вэй)
Вэйский Вэнь-хоу (魏文侯; ? — 396 г. до н. э.) — правитель царства Вэй в период Сражающихся царств. Из рода Цзи (姬), восходящему к мифическому императору Хуан-ди. Имя, данное при рождении — Сы (斯). Вступил на престол в 445 г. до н. э., сменив своего отца Хуань-цзы.
На годы правления Вэнь-хоу приходятся усиление и период расцвета Вэй. Именно с его царствования и начинается история Вэй как одного из трех могущественных государств, пришедших в период Чжаньго на смену Цзинь. Как и правители Чжао, вэйский Вэнь-хоу много воевал с соседями. В 409 г. до н. э. он совершил поход на Цинь, в 408 г. до н. э. захватил полуварварское государство Чжуншань, отдав его в управление своему сыну Цзи. Он активно вмешивался в династийные распри в доме Цзинь, все еще существовавшем рядом с «тремя Цзинь».
Основным вектором территориальной экспансии Вэнь-хоу стал захват бывших цзиньских земель (области у восточной стороны П-образного изгиба Хуанхэ и долин рек Фэньшуй и Лошуй). Правитель Вэй, учитывая соседство Цинь, ощущал необходимость в закреплении этих мест за своим царством. Особое значение придавалось укреплению важнейшего стратегического пункта у места впадения в Хуанхэ р. Фэньшуй, пограничного форпоста — города Шаоляна, а также Синцю (к востоку от истока р. Шаошуй). Шаолян был административным центром крупного аграрного района, неоднократно становился объектом военных действий. Нападения на Цинь (походы 409, 408—403 и 387 гг.) объясняются стремлением не допустить своего соседа на Великую Равнину . Цинь же пыталось отстаивать свои интересы, но все действия со стороны его правителей (походы 419, 401 и 389 г.) носили ответный характер. Сразу после укрепления вэйцами города Шаолян, Цинь напало на него, с целью лишить соседа этого стратегически важного пункта и обезопасить свои границы, но пока сил у Цинь было недостаточно.
Многому учась у окружавших его ученых мужей, вэйский Вэнь-хоу обрел в Поднебесной репутацию мудрого, достойного и добродетельного правителя. По словам Сыма Цяня, правитель Цинь, наслышавшись о мудрости и добродетелях вэйского Вэнь-хоу, отказался от мысли воевать с этим царством. И хотя это сообщение более похоже на анекдот, оно отражает общее отношение к Вэй в годы правления Вэнь-хоу. Именно в эти годы Си Мэнь-бао успешно управлял уездом Е, а легист Ли Кэ был в числе первых советников, мнение которого Вэнь-хоу высоко ценил. 
В 44-й главе труда Сыма Цяня упоминается, например, диалог Вэнь-хоу с Ли Кэ о том, кого следует назначить на должность первого министра. Ли Кэ считал, что когда в царстве обстановка стабильна, можно назначить кого-либо из близких, а если тревожна, следует искать того, кто еще не был приближен. Так как ситуация была стабильна, Вэнь-хоу назначил на эту должность своего брата Чэна, а не дисца Хуана, который имел немало заслуг (в частности, при его активном содействии было завоевано владение Чжуншань) и вполне мог рассчитывать на высшую должность в администрации царства. Конец правления Вэнь-хоу был отмечен новыми войнами, прежде всего с Цинь 
По свидетельству Сыма Цяня, у Вэнь-хоу служил один из учеников Конфуция — Цзы Ся, что историками ставится под сомнение, поскольку ко времени правления Вэнь-хоу Цзы Ся должно было быть более 83 лет.
После Вэнь-хоу престол перешел к его сыну Цзи, ставшему вэй-ским У-хоу.